# Gyula Strommer

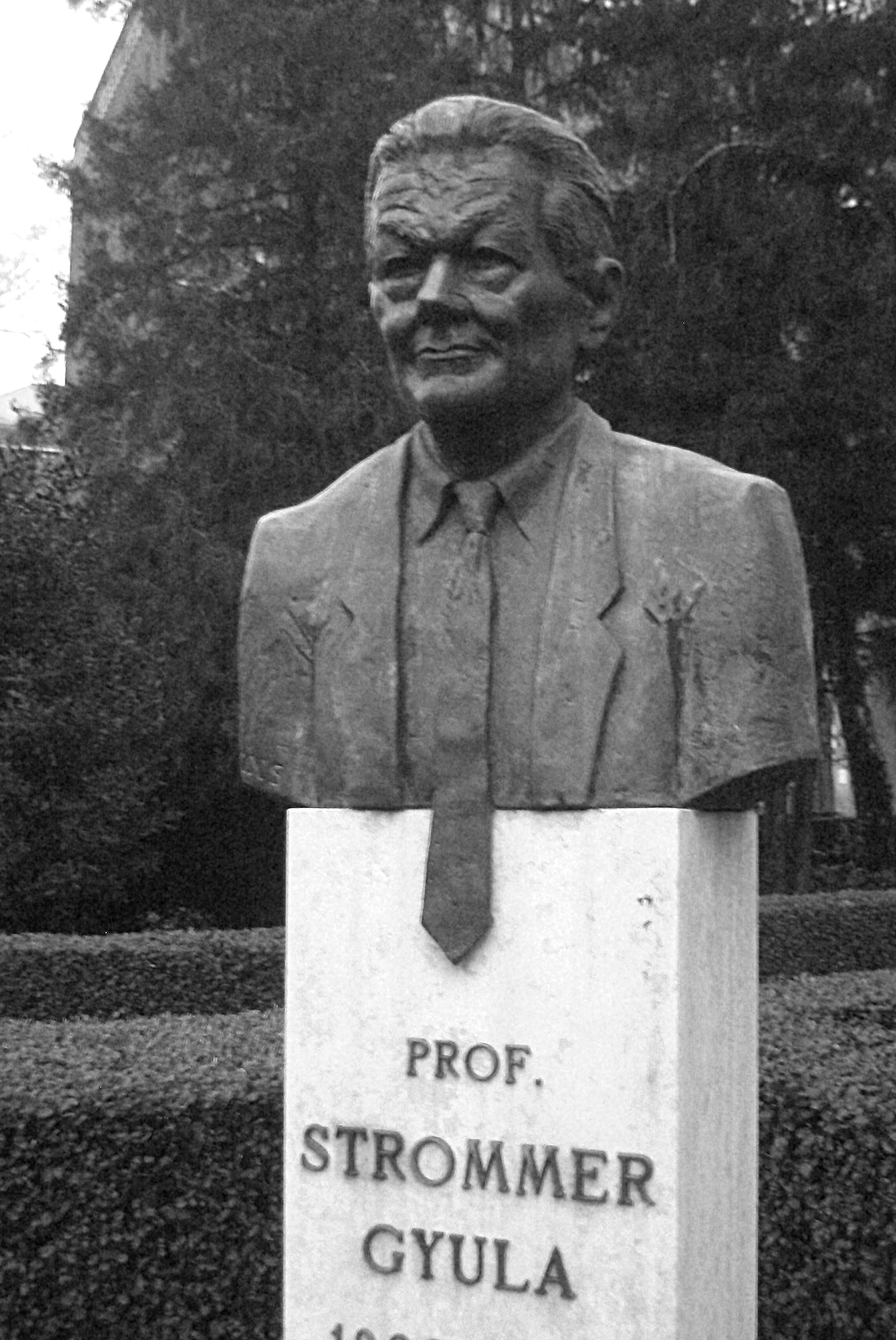
Büste von Gyula Strommer bei der Technischen und Wirtschaftswissenschaftlichen Universität Budapest

Gyula Strommer (* 8. Mai 1920 in Aiud, Königreich Rumänien; † 28. August 1995 in Budapest, Ungarn) war ein ungarischer Astronom, Mathematiker und Entdecker eines Asteroiden.

## Leben und Wirken
Kurz nach Strommers Geburt starb sein Vater. Seine Mutter und er waren gezwungen ihre Heimat Siebenbürgen zu verlassen und er verwaiste bald darauf. Daher konnte er sein Studium nur unter bescheidenen finanziellen Bedingungen durchführen. Bereits während seiner Schulzeit zeigte sich sein großes Interesse an Naturwissenschaften. Ab 1938 studierte er Maschinenbau an der Technischen und Wirtschaftswissenschaftlichen Universität Budapest und gleichzeitig Astronomie und Physik an der Universität Pest. In dieser Zeit liegt sein erster wissenschaftlicher Erfolg – die Entdeckung des Asteroiden (1537) Transylvania.
1942 trat Strommer als Lehrassistent in die Abteilung für Deskriptive Geometrie der Technischen Universität ein. Der Betrieb hier wurde durch den Krieg, seinen Militärdienst und Gefangenschaft (Strommer wurde von der Roten Armee gefangen genommen) unterbrochen. Nach seiner Entlassung aus der Gefangenschaft lehrte er erneut an der Technischen Universität und arbeitete zusätzlich am Postexperimentellen Institut als Mitarbeiter des späteren Nobelpreisträgers Georg von Békésy.
1952 wurde Strommer Leiter der Abteilung für deskriptive Geometrie, die von der Fakultät für Maschinenbau organisiert wurde. Unter seiner Leitung führte die Abteilung qualitativ hochwertige Lehr- und Forschungsarbeiten durch. 1960 erhielt er den Bachelor der Mathematik und 1975 den Doktor der Mathematik. 1962 wurde er zum Universitätsprofessor ernannt. Bis 1986 leitete er die Abteilung für deskriptive G eometrie (später Geometrie). Von 1981 bis 1987 war er Dekan der Fakultät für Maschinenbau. 1990 erhielt er für seine Lehrtätigkeit den János Csere Apáczai-Preis. Von seiner Pensionierung an war er bis zu seinem Tod emeritierter Professor an der Fakultät für Maschinenbau. Er unterrichtete insgesamt 53 Jahre am Fachbereich der Technischen Universität.

## Entdeckte Asteroiden
| Asteroid            | Asteroidentyp            | Entdeckungsdatum | Provisorische Bezeichnung(en) |
| ------------------- | ------------------------ | ---------------- | ----------------------------- |
| (1537) Transylvania | Äußerer Asteroidengürtel | 27. August 1940  | 1940 QA; 1940 QN; A903 VB     |